# Allotrionymus chichijimensis
Allotrionymus chichijimensis är en insektsart som beskrevs av Kawai 1973. Allotrionymus chichijimensis ingår i släktet Allotrionymus och familjen ullsköldlöss. Inga underarter finns listade i Catalogue of Life.